# イアン・グッディソン
イアン・グッディソン（Ian Goodison、1972年11月21日 - ）は、ジャマイカ・モンテゴ・ベイ出身の元プロサッカー選手。元サッカージャマイカ代表。現役時代のポジションはDF。
サッカージャマイカ代表の歴代最多出場記録保持者である。

## 来歴
国内のオリンピック・ガーデンズFCでプロキャリアをスタート。
1999年に渡英し3部に所属していたハル・シティAFCと契約を結んだ。2002年に帰国しセバ・ユナイテッドFCに加入。2004年2月に再び渡英しトレンメア・ローヴァーズFCに加入。トレンメアでは長きにわたって主力を担い、リーグ戦350試合以上に出場した。2015年に母国のハーバー・ビューFCに移籍し、翌年に引退。
ジャマイカ代表では1996年3月のデビュー以来、歴代最多となる128試合出場を記録。1998年にはワールドカップに出場した。

## 所属クラブ
- オリンピック・ガーデンズFC 1997-1999
- ハル・シティAFC 1999-2002
- セバ・ユナイテッドFC 2002-2004
- トレンメア・ローヴァーズFC 2004-2014
- ハーバー・ビューFC 2015-2016

## 代表歴

### 出場大会
- ジャマイカ代表
  - カリビアンカップ1998
  - 1998 CONCACAFゴールドカップ
  - 1998 FIFAワールドカップ・北中米カリブ海予選
  - 1998 FIFAワールドカップ
  - 2000 CONCACAFゴールドカップ
  - 2006 FIFAワールドカップ・北中米カリブ海予選
  - 2009 CONCACAFゴールドカップ
  - 2010 FIFAワールドカップ・北中米カリブ海予選
  - 2011 CONCACAFゴールドカップ

### 試合数
- 国際Aマッチ 127試合 10得点（1996年-2009年）[1]

| ジャマイカ代表 | 国際Aマッチ | 国際Aマッチ |
| 年             | 出場        | 得点        |
| -------------- | ----------- | ----------- |
| 1996           | 13          | 2           |
| 1997           | 18          | 1           |
| 1998           | 21          | 4           |
| 1999           | 15          | 0           |
| 2000           | 14          | 0           |
| 2001           | 9           | 0           |
| 2002           | 8           | 1           |
| 2003           | 4           | 0           |
| 2004           | 11          | 1           |
| 2005           | 0           | 0           |
| 2006           | 0           | 0           |
| 2007           | 1           | 0           |
| 2008           | 12          | 1           |
| 2009           | 1           | 0           |
| 通算           | 127         | 10          |

### 得点
2008年6月15日現在
| #  | 開催日         | 開催地       | 対戦国               | スコア | 結果 | 試合概要                    |
| -- | -------------- | ------------ | -------------------- | ------ | ---- | --------------------------- |
| 1  | 1996年3月3日   | キングストン | グアテマラ           | 1–0    | 2–0  | 親善試合                    |
| 2  | 1996年11月17日 | キングストン | メキシコ             | 1–0    | 1–0  | 1998 FIFAワールドカップ予選 |
| 3  | 1997年10月24日 | カストリーズ | セントルシア         | 1–0    | 3–1  | 親善試合                    |
| 4  | 1998年2月22日  | キングストン | ナイジェリア         | 1–1    | 2–2  | 親善試合                    |
| 5  | 1998年7月22日  | キングストン | ケイマン諸島         | 1–0    | 4–0  | カリビアンカップ1998        |
| 6  | 1998年7月24日  | キングストン | オランダ領アンティル | 2–1    | 3–2  | カリビアンカップ1998        |
| 7  | 1998年7月26日  | キングストン | ハイチ               | 1–0    | 2–1  | カリビアンカップ1998        |
| 8  | 2002年8月29日  | ワトフォード | インド               | 3–0    | 3–0  | 親善試合                    |
| 9  | 2004年8月18日  | キングストン | アメリカ合衆国       | 1–0    | 1–1  | 2006 FIFAワールドカップ予選 |
| 10 | 2008年6月15日  | キングストン | バハマ               | 6–0    | 7–0  | 2010 FIFAワールドカップ予選 |